# Trivett Point
Trivett Point är en udde i Kanada.   Den ligger i Regional District of Kitimat-Stikine och provinsen British Columbia, i den sydvästra delen av landet, 3 900 km väster om huvudstaden Ottawa. Trivett Point ligger på ön Princess Royal Island.
Terrängen inåt land är huvudsakligen kuperad, men åt nordost är den bergig. Havet är nära Trivett Point åt sydväst. Trakten runt Trivett Point är nära nog obefolkad, med mindre än två invånare per kvadratkilometer.. Det finns inga samhällen i närheten. 
I omgivningarna runt Trivett Point växer i huvudsak barrskog.